# Niklas Adamsson
Jonny Niklas Adamsson, född 31 januari 1970 i Söndrum, är en dansbandsmusiker som 2003, tillsammans med sin flickvän Jenny Salén, bildade en egen orkester med namnet Jenny Saléns.

## Biografi
Niklas Adamsson spelar saxofon och gitarr samt sjunger. Han blev utnämnd till "Årets blåsare" 2007 på Guldklavengalan och mottog samma år Hylte kommuns kulturpris. Han har tidigare spelat med Jagborns och Tonight och medverkat på flera grammofoninspelningar. Niklas Adamsson är son till dragspelaren Maja Adamsson och framlidne konstnären Ingvar Adamsson.

## Utmärkelser
- 2007: Guldklaven för årets blåsare.
- 2007: Hylte kommuns kulturpris

## Nomineringar
- 2006: Guldklaven för årets blåsare.